# Oakland (Oklahoma)
Oakland és un poble dels Estats Units a l'estat d'Oklahoma. Segons el cens del 2000 tenia 674 habitants.

## Demografia
Segons el cens del 2000, Oakland tenia 674 habitants, 251 habitatges, i 174 famílies. La densitat de població era de 464,7 habitants per km².
Dels 251 habitatges en un 38,2% hi vivien nens de menys de 18 anys, en un 51,4% hi vivien parelles casades, en un 13,1% dones solteres, i en un 30,3% no eren unitats familiars. En el 27,5% dels habitatges hi vivien persones soles el 13,1% de les quals corresponia a persones de 65 anys o més que vivien soles. El nombre mitjà de persones vivint en cada habitatge era de 2,69 i el nombre mitjà de persones que vivien en cada família era de 3,27.
Per edats la població es repartia de la següent manera: un 30,3% tenia menys de 18 anys, un 8,6% entre 18 i 24, un 31,9% entre 25 i 44, un 18,2% de 45 a 60 i un 11% 65 anys o més.
L'edat mediana era de 31 anys. Per cada 100 dones de 18 o més anys hi havia 82,9 homes.
La renda mediana per habitatge era de 22.422 $ i la renda mediana per família de 28.875 $. Els homes tenien una renda mediana de 23.625 $ mentre que les dones 14.375 $. La renda per capita de la població era d'11.420 $. Entorn del 21,3% de les famílies i el 26,8% de la població estaven per davall del llindar de pobresa.

## Poblacions més properes
El següent diagrama mostra les poblacions més properes.